# Aglaophamus urupani
Aglaophamus urupani är en ringmaskart som beskrevs av Nateewathana och Hylleberg 1986. Aglaophamus urupani ingår i släktet Aglaophamus och familjen Nephtyidae. Inga underarter finns listade i Catalogue of Life.